# Johnny Goldberg
Jonathan (Johnny) Goldberg (Johannesburg, 1956) is een voormalig Zuid-Afrikaans duursporter die bekendstaat als de bedenker van spinning.
Goldberg ontwierp en bouwde de eerste spinningfiets toen hij aan het trainen was voor de Race Across America Marathon in 1987. Na de wedstrijd vroeg hij octrooi aan voor de fiets. Later begon Goldberg ook fietsen te verkopen aan vrienden en andere klanten en ontwikkelde daarnaast een trainingsprogramma dat bekend zou komen te staan als spinning. Vanwege zijn bijdragen aan het fitness werd hij in 1997 opgenomen in een lijst van de tien "All Time Fitness Heroes". 

## Foundation
Middels de door hem opgerichte 'Johnny G Foundation' zet Goldberg zin in voor hartpatiënten. Hiervoor reist hij de wereld rond om mensen mentaal, fysiek en spiritueel te ondersteunen. In 2003 werd Goldberg zelf behandeld aan een idiopathisch virus in zijn hart. Sindsdien maakt hij gebruik van een pacemaker.
In 1988 vestigde Goldberg een record door een race van 544 mijl (875 km) door de Amerikaanse staat Arizona uit te rijden in 29 uur en 46 minuten. Vier uur sneller dan zijn achtervolgers.